# INRI
INRI su inicijali latinske rečenice Iesus Nazarenus Rex Iudaeorum – „Isus Nazarećanin, kralj židovski“. Prema Evanđelju po Ivanu (Iv, 19, 19 i dalje) tu je rečenicu Poncije Pilat dao postaviti na križ iznad raspetog Isusa na trima jezicima; hebrejskom, latinskom i grčkom kao razlog zašto je Isus razapet. Ona se zbog toga naziva i naslov križa  (Titulus crucis). Prema drugim evanđeljima (Marko, 15, 26; Matej 27, 37; Luka, 23, 38) natpis je glasio samo „kralj židovski“. 
Javna obznana krivnje osuđenika bila je u skladu s tadašnjim rimskim običajem. Rimljani su godine 4. pr. Kr. zabranili vazalnim židovskim vladarima da nose naslov kralja te stoga izraz „kralj židovski“ u Novom zavjetu koriste samo Nežidovi te je kao takav povijesno polazište za, kako vjeruju kršćani, Isusovo mesijanstvo

## Novi zavjet
Kratica INRI polazi od latinskog teksta Ivanova evanđelja (Iv, 19, 19) prihvaćenog u Katoličkoj crkvi. Riječ je o Vulgati, prijevodu Biblije na latinski sv. Jeronima.  U najstarijim grčkim rukopisima Ivanova evanđelja rečenica glasi
Ἰησοῦς ὁ Ναζωραῖος ὁ βασιλεὺς τῶν Ἰουδαίων
(„Isus Nazarenac, kralj židovski“)
Izraz Nazarenac nalazimo i drugdje u evanđeljima (Mt, 2, 23; Lk, 18, 37 i Iv, 18, 5.7) i možda je prvotno označavao krštenje ili vjersko naučavanje Sinoptička izvješća o Isusovoj muci upotrebljavaju na tom mjestu izraz „Nazarenos" (Mk, 1, 24; Mk, 10, 47; Mk, 16, 6;  Lk, 4, 34; Lk, 24, 9). Oba su izraza označavala mjesto Isusova podrijetla „iz Nazareta“.
Prema Iv 19,19 i d.  natpis se naziva titlos, latinski titulus. Natpis je po zapovijedi rimskog namjesnika Poncija Pilata napravljen na hebrejskom, latinskom i grčkom te pričvršćen na križ. Ostala evanđelja ne navode jezik natpisa niti tko ga je dao napraviti nego samo kažu: 
Bijaše napisan i natpis o njegovoj krivici: "Kralj židovski.  (Mk, 15, 26)
Ako je to povijesno, rečenica vjerojatno nije bila na hebrejskom nego na aramejskom, jeziku tadašnjeg stanovništva Palestine, kojim je govorio i Isus, jer hebrejski ne bi mogli razumjeti.  
Prema Mt 27,37 i Lk 23,38 natpis je postavljen  „ponad glave“ odnosno „ponad njega“.

## Povijesna pozadina
Rimljani su poznavali običaj javnog obznanjivanja krivnje osuđenika natpisom tj. pločom koja bi mu se objesila oko vrata ili nosila ispred njega.  Osuđenika se na taj način prije smrti ponižavalo i izrugivalo. O tome govore četiri rimska izvora, među njima Svetonije kada govori o izvršavanju presude nad ustanicima u doba careva Kaligule i Domicijana. Dion Kasije Kokcejan također jedanput spominje taj običaj kod jednog raspeća.  Pričvrščivanje ploče iznad raspetoga spominje se međutim samo u Novom zavjetu. 
Rimljani su nakon smrti Heroda Velikog godine 4. pr. Kr. pa sve do kraja vladavine namjesnika Poncija Pilata godine 37. strogo zabranjivali židovskim vladarima nošenje naslova „kralj židovski“, kojeg zajednički prenose sva četiri evanđelja. Judeja je u to doba zajedno s Idumejom i Galilejom bila pod izravnom rimskom upravom. Židovski povjesničar Josip Flavije izvješćuje o „kraljevima“, koji su vodili mnoge židovske ustanke  (Starine 17, 283-285). Rimski vojskovođa Publije Kvintilije Var dao je oko godine 6. raspeti na križ mnoge ustaničke Židove koji su tražili kraljevski naslov. (Židovski rat 2,75). Pravni razlog za to bio je Zakon o uvredi veličanstva (lex Iulia de maiestate) cara Augusta prema kojem se uzimanje kraljevskog naslova u rimskim provincijama bez careve dozvole smatrao pobunom (seditio,  perduellio) i napadom na samoga cara (crimen laesae maiestatis). To se od doba cara Tiberija kažnjavalo razapinjanjem na križ.
Naslov „Kralj židovski“ spominje se u evanđeljima osim u Mt, 2,2 samo u izvješćima o Isusovoj muci i on stoga teško da je rezultat vjere prvih kršćana nego održava rimsko gledište. Zbog toga se može smatrati povijesnim da je Isus pogubljen kao „mesijanski ustanik“ . Rimljani nisu razlikovali vjersko od političkog vodstva i smatrali su kraljevski naslov zločinom protiv rimske države, slično današnjoj veleizdaji. Isus je tu optužbu šutnjom potvrdio pred Pilatom i zbog toga prema rimskom pravu bio osuđen na smrt.

## Teološka pozadina
Odlučujuće pitanje za povjesničare i teologe jest kime se sam Isus smatrao zbog čega ga je Pilat osudio na smrt. U evanđeljima naime nigdje ne stoji da je Isus izričito rekao da je kralj ili mesija. Na izravno Pilatovo pitanje „Ti li si kralj židovski?“  Isus odgovara „Ti kažeš.“ (Mk 15, 2-3), prepušta mu dakle da sam odluči. Prema Ivanovu evanđelju (Iv 18, 36) Isus je odgovorio:
Kraljevstvo moje nije od ovoga svijeta.
Pilat je bio uvjeren u Isusovu nevinost, ali je popustio optužbama i zahtjevima židovskih svećenika i njihovih pristaša u Jeruzalemu: „Raspni ga!“. Saduceji su naglasnije tražili Isusovu smrt te su također kod Pilata prosvjedovali protiv natpisa na križu tražeći da stoji da je Isus „tvrdio“ da je kralj židovski. Pilat ih je odbio poznatim riječima:“Što napisah, napisah.“ (Iv 19, 21-22). 
To ukazuje na proces ili saslušanje pred židovskim sinedrijem. Prema Markovu evanđelju (Mk 14,61 i dalje) za Isusa je zatražena smrtna kazna zbog njegova potvrdnog odgovora na pitanje velikog svećenika je li on Mesija:
Ja jesam! I gledat ćete Sina Čovječjega gdje sjedi zdesna Sile i dolazi s oblacima nebeskim.“
Smatranje sebe mesijom nije se u židovstvu smatralo vrijednim smrtne kazne nego se prepuštalo sudu povijesti. Židovski kraljevi i pretendenti na prijestolje nisu nikada od propasti Judejskog kraljevstva za sebe tražili počasnu titulu pomazanika Božjeg (hebr. maschiach, grč. christos). Sam Isus to je učinio samo na ovom mjestu u Markovu evanđelju. Isus kao mnogi proroci prije njega nije tražio vlast za sebe nego je propovijedao Kraljevstvo Božje. U židovskoj apokaliptici to se shvaćalo kao onostran prekid svjetske povijesti i Božji dolazak na zemlju, a ne kao rezultat povijesnog razvoja.  
Tome je odgovarala Isusova reakcija na klicanje naroda prilikom njegova ulaska u Jeruzalem  (Mk, 11, 9 i d; Mt, 21,9; usp. Lk, 19,38):
Blagoslovljen Onaj koji dolazi u ime Gospodnje! Blagoslovljeno kraljevstvo oca našega Davida koji dolazi!“  
To je izražavalo tada rašireno očekivanje židovskog naroda da će doći politički osloboditelj iz potomstva kralja Davida koji će protjerati Rimljane iz Izraela. Ta očekivanja Isusu su prema Lukinom evanđelju (Lk, 24, 21) izrazili i njegovi učenici. Naprotiv,  Isusov ulazak u Jeruzalem na mladom magarcu podsjeća na starozavjetno obećanje dolaska poniznog Mesije na magaretu (Zah, 9,9). Ta simbolika odbacuje popularno davidijansko i zelotsko nadanje u dolazak moćnoga mesije koji će osloboditi svoj narod od omražene rimske vlasti, ali istovremeno izričito potvrđuje da je Isus taj očekivani mesija.  
U Ivanovu evanđelju (Iv, 12, 13-16) nedostaje veza s Davidovim kraljevstvom nego se Isusov ulazak u Jeruzalem pojavljuje kao „epifanija“ (objavljenje). Mnogi egzegeti zaključuju: Evanđelist Ivan time je odmaknuo Isusa od mesijansko-apokaliptičkih predodžbi o dolazećoj nezemaljskoj kraljevskoj vlasti kao što je to izraženo u Salomonovim psalmima (17,1-4.21.42) i u Lukinu evanđelju (Lk, 19,38; Lk, 23, 2i d.; Lk, 23,37 i d.) naslovom „kralj židovski“. Isusa se ovdje istovremeno predstavlja u skladu s „mudrosnom“ kraljevskom tradicijom (z. B. u Mudr, 6, 1-16 i drugdje; Iz, 24, 21-23 i drugdje; Mih, 4, 6-8; Sef, 3, 14 i d.) kao „kralja izraelskog“ koji je već ostvario Božje kraljevstvo.
Isusovo uhićenje je prema Markovu evanđelju (Mk, 11, 15 i dalje) potaknuto njegovim istjerivanjem trgovaca iz Hrama što su saduceji, a ne Rimljani, morali shvatiti kao napad na hramski kult. No, tek Isusova objava da je on Sin Čovječji objasnila bi osudu na smrt od strane Sinedrija i njegovo izručenje Pilatu. Kao apokaliptični Sin Čovječji (Dn, 7, 14)  Isus je ustvrdio da ima punu vlast oproštenja grijeha (Mk, 2, 10) i ozdraviti bolesnike na šabat (Mk, 2,27).  Zbog toga se Isusovo čišćenje Hrama uoči blagdana Pashe saducejima činilo kao ugrožavanje hramskog kulta zbog čega je kao politički huškač odveden pred Pilata.

## Kršćanska umjetnost
Zbog navoda u evanđeljima (Mt, 27,37 i Lk, 23,38) da je natpis INRI pričvrščen iznad glave raspetoga Isusa, kršćani su pretpostavili da je uzdužna greda Isusova križa dosezala iznad poprečne grede u visini Isusovih ruku kako bi se omogućilo pričvršćivanje natpisa INRi iznad Isusove glave. Zbog toga se raspelo u kršćanstvu prikazuje u obliku  †, a ne u za Rimljane uobičajenom obliku križa kao slovo T.
INRI je od 4. stoljeća važan dio prikazivanja raspela u kršćanskoj ikonografiji. Prikazuje ga se ispisanog ili ugraviranog na drvenoj ploči ili kao tekst na pergamentu. U ikonografiji istočnih crkava natpis na križu na pojedinim jezicima većinom glasi „Kralj svijeta“ što teološki ima drukčiji smisao. 
Tradicija latinske kratice INRI kao natpisa na križu počiva na putnom izvješću kršćanske hodočasnice imenom Egeria  otprilike iz godine 380. Ona je navela da je vlastitim očima vidjela original s latinskom rečenicom u Bazilici Svetoga groba u Jeruzalemu.

## Relikvija
U bazilici Santa Croce in Gerusalemme u Rimu čuva se drvena ploča koja se od godine 1492. pokazuje kao relikvija originalnog natpisa s Isusova križa. Prema crkvenoj predaji Sveti križ otkrila je godine 325. Helena, majka rimskog cara Konstantina zajedno s trima čavlima raspeća i natpisom na križu. Najveći dio toga dala je prenijeti u svoju palaču u Rimu koju je darovala Crkvi i iz koje je nastala bazilika Santa Croce in Gerusalemme. Prema predaji relikvija s polovicom natpisa i pečatom pape Lucija II. ponovo je otkrivena 1492. prilikom obnove bazilike. 29. srpnja 1496. papa Aleksandar VI. ju je bulom Admirabile Sacramentum proglasio pravom. 25. travnja 1995. crkvena povjesničarka Maria-Luisa Rigato fotografirala je i izvagala ploču. Sastoji se od orahova drveta, teška je 687 grama, dugačka 25, široka 14 i debela 2.6 centimetara. Drvo je načeto crvima, insektima i gljivama.  1998. relikviju je istraživao njemački povjesničar Michael Hesemann i tip pisma datirao u prvo stoljeće. Rezultate svojih istraživanja predstavio je i u privatnoj audijenciji papi Ivanu Pavlu II. Sedam paleografa s triju izraelskih sveučilišta,  Maria-Luisa Rigato s Papinskog sveučilišta Gregoriana u Rimu i njemački papirolog Carsten Peter Thiede potvrdili su dataciju tipa pisma u prvo stoljeće. Drugi istraživači osporavaju autentičnost ploče i smatraju da Hesemannove metode istraživanja nisu dale dovoljno čvrste dokaze.
Novija istraživanja datacijom pomoću radioaktivnog ugljika dala su rezultat da je ploča vjerojatno nastala između druge polovice 10. i prve polovice 12. stoljeća .
Na drvenoj ploči ispisana su s desna na lijevo tri retka. Prvi red sadržava šest samo djelomično očuvanih hebrejskih slova. Bolje očuvani su drugi i treći red s grčkim i latinskim natpisom čije čitljive riječi glase:

[S NΑΖΑΡΕΝΥΣ Β]
[US NAZARENUS RE] 

Prvi red Maria-Luisa Rigato rekonstruirala je kao aramejski ישו נצר מ מ (Jeschu nazara m m) pri čemu kratica m m stoji za  malkekem u značenju: „Isus Nazara vaš kralj“.  Ona smatra da je ploča vjerna kopija prvotnog natpisa na križu kojeg je doista po Pilatovoj naredbi napravio židovski pisar i kao takav predstavlja prvu literaturu o Isusu.